# شرطة ولصوص (فلم 1951)
شرطة ولصوص (بالإيطالية: Guardie e ladri) هو فيلم أبيض وأسود كوميدي إيطالي صدر عام 1951 من إخراج ستينو وماريو مونيتشيلي. بطولة الممثل الكوميدي الشهير توتو، ومدير التصوير السينمائي هو المخرج ماريو بافا. أنتج الفيلم دينو دي لورينتيس وكارلو بونتي. عُرض الفيلم في دور السينما الإيطالية في نوفمبر 1951 وعُرض في مسابقة مهرجان كان السينمائي 1952، وحصل على جائزة السيناريو لبييرو تيليني وتوتو ناسترو دارجينتو. واجه الفيلم مشاكل مع الرقابة لأنه صور رجال شرطة خرقاء ولصوصًا أذكياء، لكنه حقق نجاحًا كبيرًا. حقق الفيلم نجاحًا كبيرًا ونال إعجابًا غير متوقع من النقاد. مثّل الفيلم نقطة تحول حقيقية في مسيرة توتو المهنية، حتى أن فيلمه حصل لأول مرة على مراجعات إيجابية حصريًا، ويُعتبر تفسيره أحد أفضل أعماله المهنية.
في عام 2008 تم إدراج الفيلم ضمن قائمة وزارة التراث الثقافي الإيطالية لأفضل 100 فيلم إيطالي يجب حفظها، وهي قائمة تضم 100 فيلم "غيرت الذاكرة الجماعية للبلاد بين عامي 1942 و1978". تم عرض الفيلم كجزء من معرض استعادي للكوميديا الإيطالية في مهرجان البندقية السينمائي الدولي السابع والستين.

## ملخص الفيلم
تدور أحداث الفيلم في روما أثناء خطة مارشال. فيرديناندو إسبوزيتو (توتو) هو شرير صغير يحاول دعم أسرته بحيله. يتظاهر مع شريكه أميلكاري (ألدو جيوفري) بأنه عثر على عملة قديمة في المنتدى الروماني، ويخدعه سائح أمريكي: السيد لوكوتسو الذي لسوء حظه هو رئيس لجنة خيرية أمريكية. أثناء توزيع بعض عبوات الهدايا، يتعرف إسبوزيتو أيضًا على المكان ويندد به.
هكذا تبدأ مطاردة مضحكة بالسيارات مع ضابط شرطة سمين، الرقيب لورينزو بوتوني (ألدو فابريزي). في البداية لم يتمكن من القبض عليه، ولكن إسبوزيتو خدعه بعد ذلك، إذا ما أفشى السر. بعد إيقافه عن العمل بسبب احتجاجات السيد لوكوتسو، يخاطر العميل بوتوني بفقدان وظيفته إذا فشل في إيقاف اللص في غضون ثلاثة أشهر. يرتدي ملابس مدنية ويخفي الحادث عن عائلته، ويذهب بحثًا عن إسبوزيتو. يجد بيته فيتعرف على العائلة، فيحاول أن يغازلها بالمساعدات وعروض الطعام. لكن إسبوزيتو لا يترك أثراً. تدريجياً تصبح العائلتان صديقتين، وبين "لص" زوجة أخيه وابنة "الحارس" تعاطف.
يأتي يوم الوجبة التي تعرف فيها العائلتين ويُفترض وجود إسبوزيتو، دون أن يدرك هويته. في الوقت الحالي، تدور الأحداث خارج المنزل، يوبخه إسبوزيتو لأنه سلب حسن نية عائلته، بينما يبوح بوتوني بمأساته. يتطور نوع من التواطؤ الإنساني بين الاثنين. لذا تنعكس الأدوار ويصبح إسبوزيتو هو نفسه الذي قرر نقله إلى السجن، على الرغم من أنه الآن متردد في الرقيب. من خلال إخفاء الحقيقة عن عائلتيهما، معتقدين بدلاً من ذلك أن لديهما مخاوف مشتركة، يغادر الاثنان الغرفة ودودين من خلال جعلهما يعتقدان أن إسبوزيتو يغادر في رحلة عمل ويرافقانه إلى أزرار المحطة. في حالة غيابه، سيكون على بوتوني أن يفكر في عائلة إسبوزيتو.

## طاقم التمثيل
- ألدو فابريزي في دور لورينزو بوتوني
- توتو في دور فرديناندو إسبوزيتو
- أفي نينتشي في دور جيوفانا بوتوني
- ويليام تابس في دور السيد لوكوزو
- إرنستو ألميرانتي في دور كارلو إسبوزيتو
- بينا بيوفاني في دور دوناتا إسبوزيتو
- روسانا بوديستا في دور ليليانا بوتوني
- بيترو كارلوني في دور المفوض
- ماريو كاستيلاني في دور سائق التاكسي
- كارلو ديلي بياني في دور ليبيرو إسبوزيتو
- ألدو جيوفري في دور أميلكير
- جينو لوريني في دور ألفريدو تارانتيلي
- باولو مودونيو في دور باولو بوتوني
- كارلو مازاريلا في دور مقدم